# Luís Fernando Rosa Flores
Luís Fernando Rosa Flores (Bagé, 22 de fevereiro de 1964) é um ex-futebolista brasileiro que atuava como meia-atacante.

## Carreira

### Jogador
Aos 15 anos de idade, Luís Fernando Flores trocou o futebol amador de Bagé pelo time profissional do Guarany. Jogando como meia-atacante, tornou-se titular em 1980 e permaneceu até 1982.
Disputou dois Gauchões pelo Inter de Santa Maria nos anos de 1983 e 1984.
No futebol gaúcho, passou também por Atlético de Carazinho, Pelotas, Caxias, onde era o artilheiro do Campeonato Estadual com 12 gols até seu time ser eliminado da competição. Após a campanha, foi vendido ao Internacional por 1,8 milhão de cruzados, onde atingiu o auge de sua carreira. Terminou o ano de 1986 como artilheiro da equipe. Pelo clube, atingiu o vice-campeonato nacional em 1988 e as semifinais da Copa Libertadores da América em 1989, quando marcou um gol de bicicleta contra o Olímpia no Paraguai.
Entre 1989 e 1990, atuou pelo Bahia.
Foi contratado pelo Cruzeiro em 1991, onde conquistou duas Copas do Brasil e ganhou a Bola de Prata da Revista Placar em 1990. Neste meio tempo, foi emprestado ao Marítimo de Portugal em 1994.
Atuou ainda no futebol português, na Ilha da Madeira e, no Brasil, pelo Botafogo-PB, Bahia-BA, ABC e Villa Nova-MG.

### Fora dos campos
Como treinador, trabalhou com as categorias de base do Cruzeiro-MG, em Belo Horizonte.
Foi auxiliar técnico de Enderson Moreira no Goiás, Santos, Athletico Paranaense, Grêmio, Cruzeiro, Ceará, Botafogo e Sport Recife.

## Títulos
Cruzeiro
- Campeonato Mineiro: 1992[12], 1997[13]

- Copa do Brasil: 1993[13], 1996